# Vize pro Karlovarský kraj
Vize pro Karlovarský kraj (zkratka Vize KVK) je české politické hnutí (oficiálně zaregistrované 3. ledna 2024), které založil bývalý člen hnutí SNK 1 - SNK Vít Hromádko. Hnutí Vize KVK působí v Karlovarském kraji.

## Vedení hnutí
Od ledna 2024 jsou hlavními představiteli hnutí předseda Vít Hromádko, místopředsedkyně Michaela Holubcová a místopředseda Vlastimil Ondra.

## Účast ve volbách

### Volby do zastupitelstev krajů

#### Rok 2024
Ve volbách do zastupitelstev krajů v roce 2024 hnutí kandidovalo do Zastupitelstva Karlovarského kraje. Lídrem kandidátky byl radní Karlovarského kraje pro oblast rozvoje venkova a zemědělství Vít Hromádko. Hnutí ve volbách obdrželo 4,64 % hlasů, a nezískalo tak žádný mandát.

### Volby do zastupitelstev obcí

#### Rok 2024
V doplňovacích volbách do zastupitelstev obcí v roce 2024 hnutí kandidovalo do Zastupitelstva obce Milíkov v rámci subjektu „Za Milíkov krásnější“ (tj. hnutí Vize KVK a nezávislí kandidáti). Hnutí získalo jeden mandát.

## Volební výsledky

### Zastupitelstva krajů
| Volby | Kraj        | Kandidátní listina        | Hlasy  | Hlasy  | Mandáty | Mandáty |
| Volby | Kraj        | Kandidátní listina        | Celkem | %      | Mandáty | Mandáty |
| Volby | Kraj        | Kandidátní listina        | Celkem | %      | Zvoleno | ±       |
| ----- | ----------- | ------------------------- | ------ | ------ | ------- | ------- |
| 2024  | Karlovarský | Vize pro Karlovarský kraj | 3 113  | 4,64 % | 0       | 0       |